# Societat Filosòfica Americana
La Societat Filosòfica Americana (American Philosophical Society) és un grup de discussió fundat sota el nom de Junto el 1743 per Benjamin Franklin a Filadèlfia. Les activitats del grup eren variades: debats científics, publicacions, creació d'una biblioteca... Simbolitza l'efervescència intel·lectual de les Tretze Colònies i típica de la Il·lustració. Els primers presidents foren Benjamin Franklin i David Rittenhouse. Thomas Jefferson en fou membre el 1780, esdevingué vicepresident el 1791 i fou elegit tercer president el 1797. Presidí l'American Philosophical Society durant disset anys, incloent-hi els anys de l'expedició de Lewis i Clark. Els quaderns de ruta, cartes i croquis dels exploradors encara es troben avui en dia a Filadèlfia per aquest motiu.